# Okruzi Kosova
Okruzi u Republici Kosovo, nakon proglašenja neovisnosti, te njenog prelaska pod privremenu upravu misije UN-a 1999., organizirani su na sljedeći način:
- Đakovički okrug (Rajoni i Gjakovës), sa sjedištem u Đakovici i općinama:
  - Dečani (Komuna e Deçanit)  1 
  - Đakovica (Komuna e Gjakovës)  3 
  - Orahovac (Komuna e Rahovecit)  17
- Gnjilanski okrug (Rajoni i Gjilanit), sa sjedištem Gnjilanama i općinama:
  - Gnjilane (Komuna e Gjilanit)  5 
  - Kosovska Kamenica (Komuna e Dardanës ili Komuna e Kamenicë)  8 
  - Vitina (Komuna e Vitisë)  27
- Kosovskomitrovački okrug (Rajoni i Mitrovicës), sa sjedištem u Kosovskoj Mitrovici i općinama:
  - Kosovska Mitrovica (Komuna e Mitrovicës)  14 
  - Leposavić (Komuna e Albanikut)  11 
  - Srbica (Komuna e Skënderajt)  22 
  - Vučitrn (Komuna e Vushtrrisë)  28 
  - Zubin Potok (Komuna e Zubin Potokut) 29 
  - Zvečan (Komuna e Zveçanit)  30
- Pećki okrug (Rajoni i Pejës), sa sjedištem u Peći i općinama:
  - Peć (Komuna e Pejës)  18 
  - Istok (Komuna e Burimit)  6 
  - Klina (Komuna e Klinës)  9
- Prištinski okrug (Rajoni i Prishtinës), sa sjedištem u Prištini i općinama:
  - Priština (Komuna e Prishtinës)  20 
  - Glogovac (Komuna e Drenasit)  4 
  - Kosovo Polje (Komuna e Fushë Kosovës)  10 
  - Lipljan (Komuna e Lipjanit)  12 
  - Novo Brdo (Komuna e Artanës)  15 
  - Obilić (Komuna e Kastriotit ili Komuna e Obiliqi)  16 
  - Podujevo (Komuna e Podujevës)  19
- Prizrenski okrug (Rajoni i Prizrenit), sa sjedištem u Prizrenu i općinama:
  - Prizren (Komuna e Prizrenit)  21 
  - Dragaš (Komuna e Sharrit ili Komuna e Dragashit)  2 
  - Suva Reka (Komuna e Therandës ili Komuna e Suharekës)  25 
  - Mališevo (Komuna e Malishevës)  13
- Uroševački okrug (Rajoni i Ferizajit), sa sjedištem u Uroševcu i općinama:
  - Uroševac (Komuna e Ferizajit)  26 
  - Kačanik (Komuna e Kaçanikut)  7 
  - Štimlje (Komuna e Shtimës)  24 
  - Štrpce (Komuna e Shtërpcës)  23

## AP Kosovo i Metohija prema zakonima Republike Srbije
Ova paralelna podjela okruga prema zakonima Republike Srbije funkcionira jedino u sredinama koje većinski nastanjuju Srbi.
1. Kosovski okrug
2. Pećki okrug
3. Prizrenski okrug
4. Kosovsko-mitrovački okrug
5. Kosovsko-pomoravski okrug